# Śmierć i pogrzeb Elżbiety II
Śmierć i pogrzeb Elżbiety II – śmierć i ceremonia pogrzebowa królowej Elżbiety II z dynastii Windsorów.
Elżbieta II, królowa Wielkiej Brytanii i innych królestw Wspólnoty Narodów, jedna z najdłużej żyjących i najdłużej panująca brytyjska monarchini, zmarła 8 września 2022 w wieku 96 lat na zamku Balmoral w Szkocji. Oficjalne ogłoszenie jej śmierci nastąpiło o 18:30 czasu brytyjskiego.
Po podaniu tego faktu do publicznej wiadomości rozpoczęto dwie operacje: operację London Bridge – ogólny plan działań przewidzianych do realizacji po śmierci monarchini, oraz operację Jednorożec – podobny plan na wypadek, gdyby królowa zmarła w Szkocji. Ogłoszono również 10-dniowy okres żałoby narodowej. Uroczystości pogrzebowe Elżbiety II mające charakter państwowy odbyły się w Opactwie Westminsterskim 19 września 2022 o godzinie 11:00 czasu lokalnego. Po nabożeństwie żałobnym królowa została pochowana w kaplicy św. Jerzego na zamku w Windsorze. Śmierć Elżbiety II spotkała się z licznymi reakcjami przywódców i organizacji na całym świecie.
Jej następcą został najstarszy syn władczyni, książę Karol, który przybrał imię Karol III.

## Tło

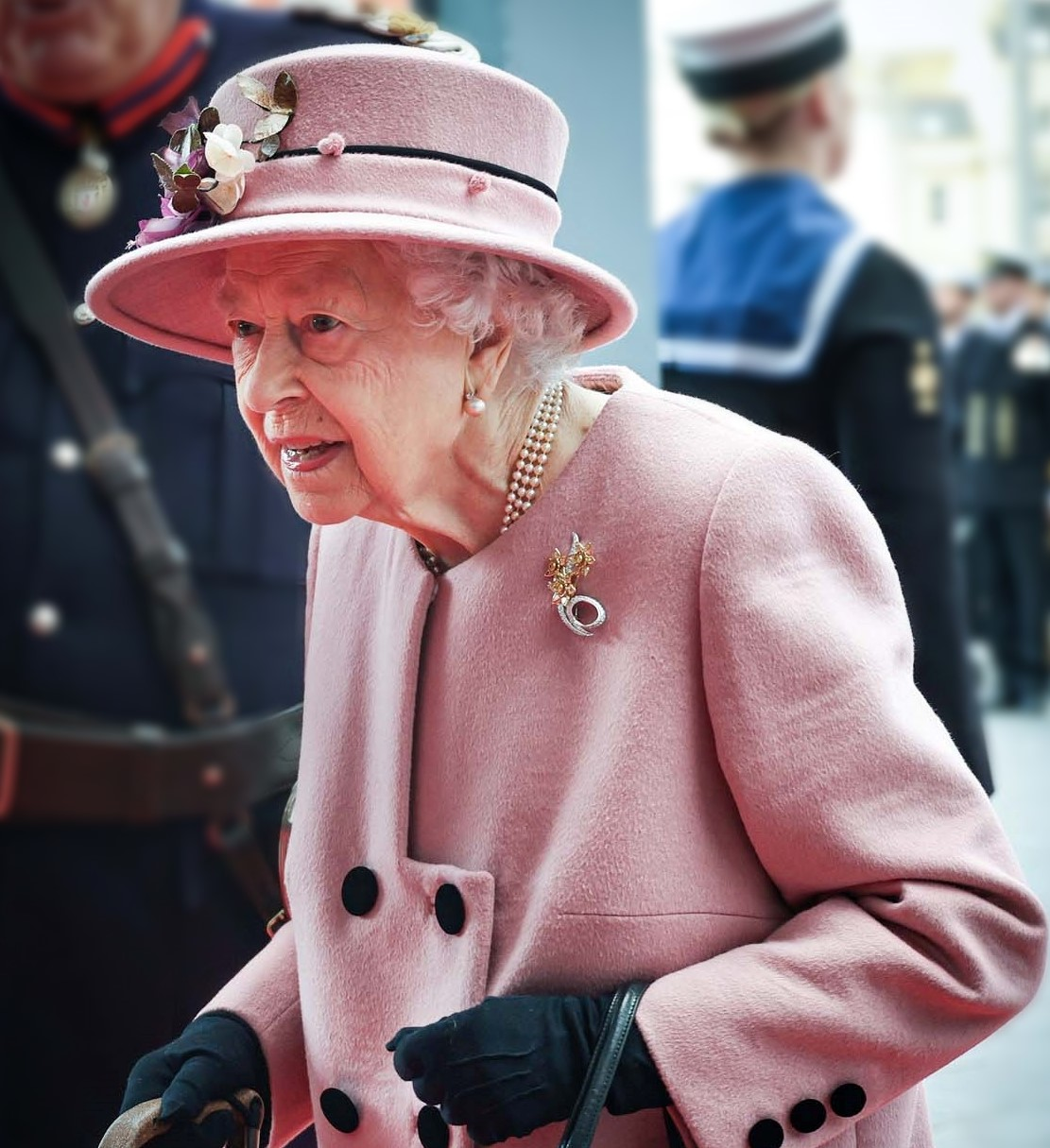
Elżbieta II (2021)

Królowa przeważnie żyła w dobrym zdrowiu przez większość czasu swojego panowania, choć zdarzało jej się cierpieć na mniej lub bardziej dolegliwe schorzenia. W październiku 2021 brytyjskie media poinformowały, że królowa zaczęła używać laski podczas publicznych wystąpień. W tym samym miesiącu spędziła noc w szpitalu, w wyniku czego jej wizyty w Irlandii Północnej oraz na szczycie klimatycznym w Glasgow zostały odwołane. W listopadzie tego samego roku królowa cierpiała z powodu urazu pleców, co uniemożliwiło jej uczestniczenie w obchodach Niedzieli Pamięci.
W lutym 2022, podczas pandemii koronawirusa w Wielkiej Brytanii, królowa była jedną z kilku osób przebywających w zamku w Windsorze, które uzyskały pozytywny wynik testu na obecność COVID-19. Jej objawy zostały opisane jako łagodne, podobne do przeziębienia, a królowa później skomentowała, że choroba sprawiła, iż czuła się „zmęczona i wyczerpana”. Biorąc pod uwagę znane skutki zdrowotne przebytego zakażenia COVID-19 u osób starszych, w obawie o stan zdrowia, poradzono jej ograniczenie wszelkich aktywności. Królowa prawdopodobnie jednak czuła się na tyle dobrze, by móc wznowić wykonywanie swoich obowiązków od 1 marca. Królowa była obecna na nabożeństwie odprawionym w intencji zmarłego księcia Filipa w Opactwie Westminsterskim (29 marca), ale nie mogła z kolei uczestniczyć w dorocznym nabożeństwie z okazji Dnia Wspólnoty Narodów, ani w Nabożeństwie Królewskim (zwanym Royal Maundy Service) miesiąc później. W maju królowa po raz pierwszy od 59 lat nie wzięła udziału w uroczystej ceremonii otwarcia nowej sesji parlamentu brytyjskiego (w 1959 i 1963 nie wzięła w niej udziału, ponieważ była w ciąży odpowiednio z Andrzejem, księciem Yorku i Edwardem, hrabią Wessexu). Pod jej nieobecność sesja parlamentu została otwarta przez księcia Walii, Karola, oraz Wilhelma. Z czasem następca tronu musiał wykonywać coraz więcej oficjalnych obowiązków w zastępstwie królowej. W czerwcu królowa nie była w stanie brać udziału w Nabożeństwie Dziękczynnym z powodu złego samopoczucia podczas obchodów swojego platynowego jubileuszu; oficjalne źródła wspomniały o jej „dyskomforcie” i problemach z poruszaniem się w czasie parady wojskowej z okazji urodzin monarchini w pierwszym dniu obchodów. Podczas trwania innych uroczystości znajdujących się w oficjalnym programie wydarzenia, królowa w dużej mierze ograniczała się do przebywania na balkonie Pałacu Buckingam.

## Kalendarium

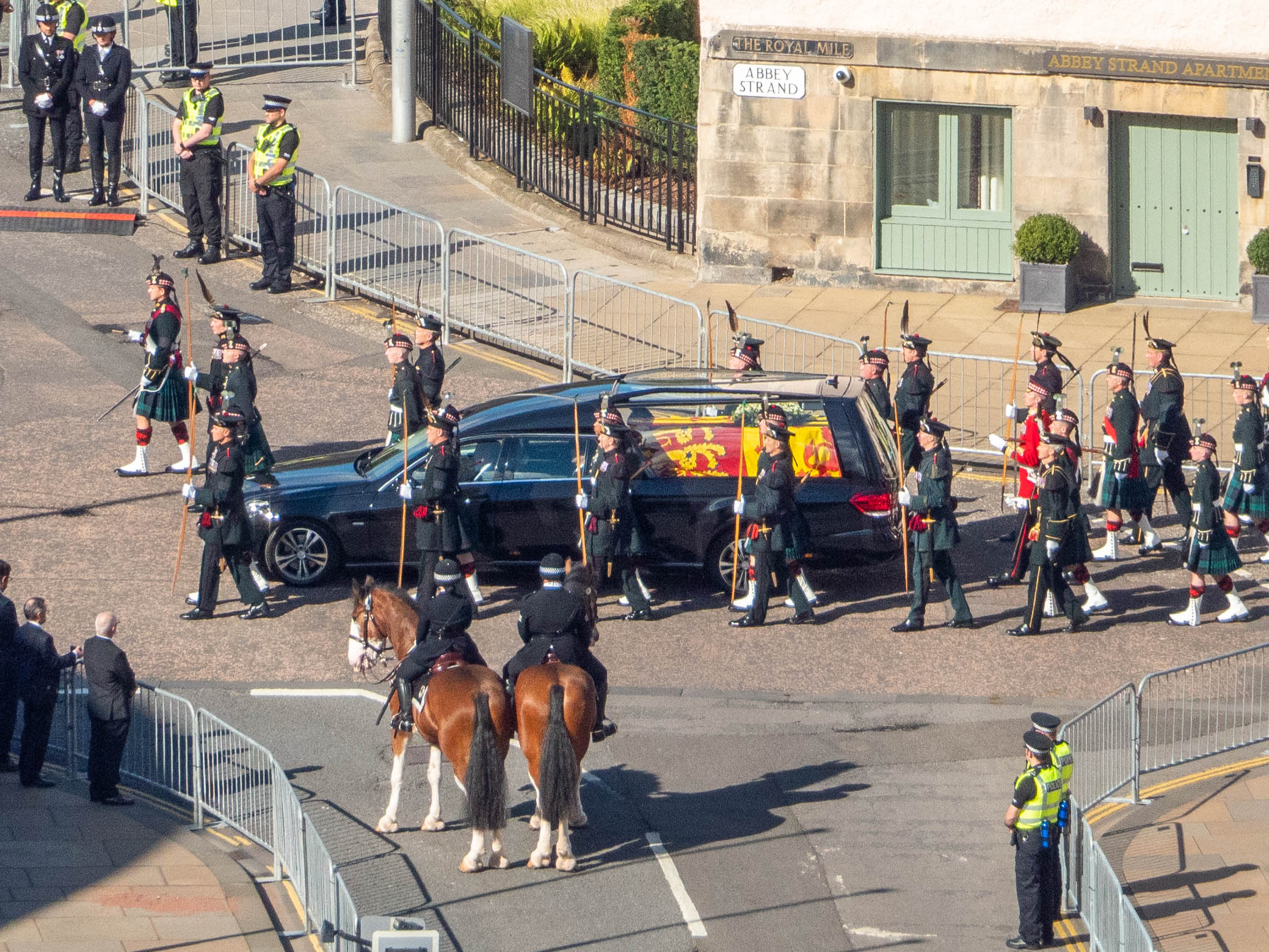
Kondukt żałobny z trumną królowej opuszcza Pałac Holyrood i wyrusza do katedry św. Idziego w Edynburgu

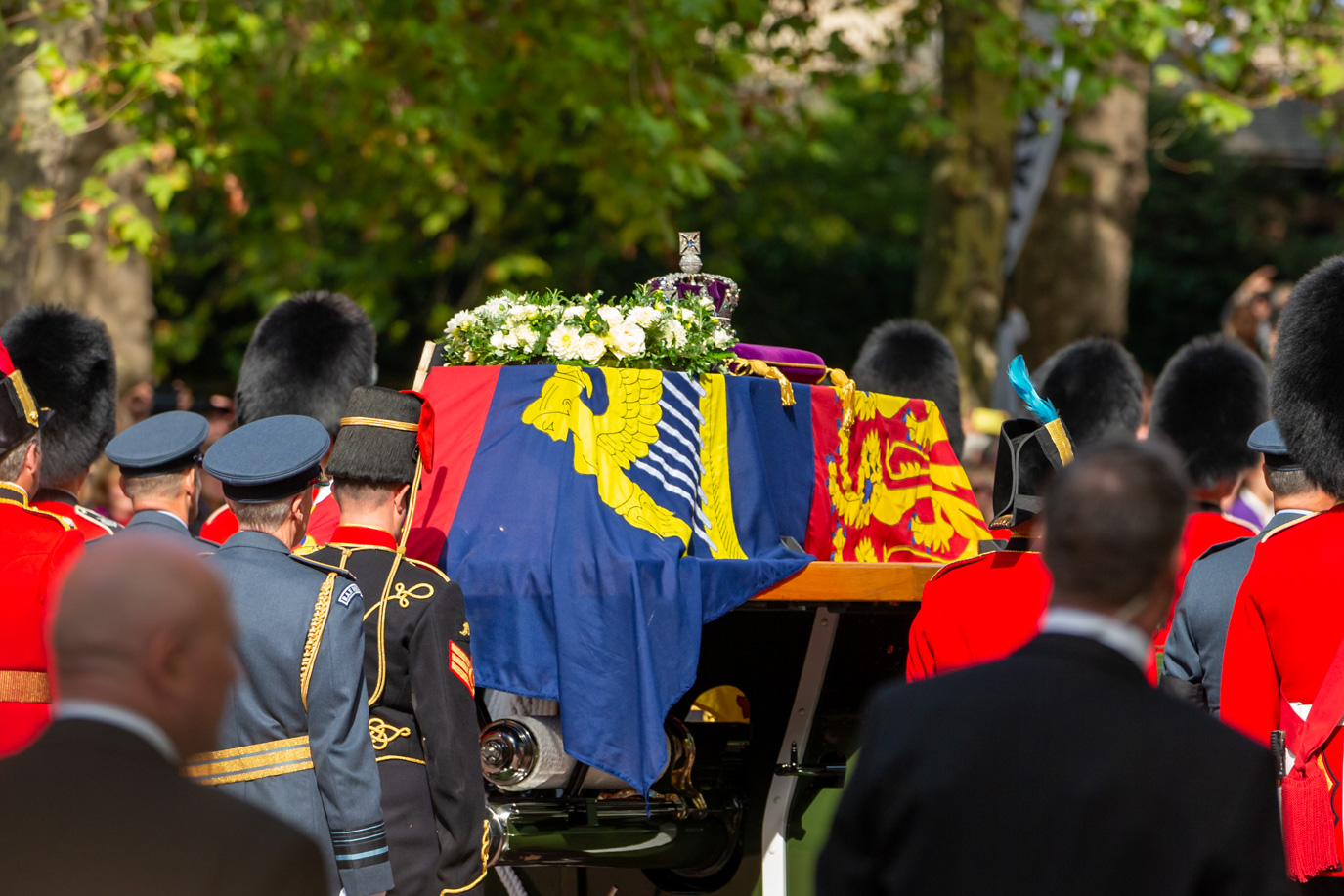
Procesja z trumną królowej z Pałacu Buckingham do Westminster Hall

6 września, dwa dni przed śmiercią, królowa przyjęła rezygnację Borisa Johnsona z funkcji premiera Wielkiej Brytanii i mianowała Liz Truss jego następczynią. Zrobiła to w zamku Balmoral (królowa przebywała tu na wakacjach); zerwała tym samym z tradycją, ponieważ robiono to zwykle w Pałacu Buckingham.
7 września miała wziąć udział w internetowym spotkaniu Tajnej Rady Wielkiej Brytanii, aby zaprzysiąc nowych ministrów w rządzie Truss, ale ogłoszono, że spotkanie zostało odwołane po tym, jak lekarze zalecili jej odpoczynek. Tego dnia królowa wydała jeszcze publiczne oświadczenie, w którym przekazała kondolencje rodzinom ofiar serii ataków nożowników w Saskatchewan.
8 września 2022 przed południem Pałac Buckingham poinformował, że lekarze są zaniepokojeni stanem zdrowia Elżbiety. Królowa przebywała wówczas w rezydencji w Balmoral. O powadze sytuacji świadczyło również to, że najbliższa rodzina królowej porzuciła tego dnia swoje obowiązki i udała się do miejsca jej pobytu. Brytyjska królowa zmarła w otoczeniu rodziny w Balmoral. O godz. 16:30 czasu lokalnego (17:30 czasu polskiego) o śmierci królowej poinformowana została premier Liz Truss, o 18:30 (19:30 czasu polskiego) zaś informację tę podał kanał BBC. Informacja wywołała poruszenie wśród zgromadzonych przed pałacem Buckingham.
Na znak żałoby po śmierci monarchini, m.in. w Bahrajnie, Ghanie, Omanie, Seszelach, Singapurze, Tajlandii, ZEA, Trynidadzie i Tobago oraz Stanach Zjednoczonych flagi opuszczono do połowy masztu, w Brazylii, Dominice, Indiach, Bangladeszu, Nepalu, Sri Lance, Bhutanie, Wyspach Salomona, Pakistanie, Kubie, Jamajce, Mauritiusie, Kenii, Jordanii, Libanie, Saint Lucia, Tanzanii, Saint Vincent i Grenadynach, Belize, Kajmanach, Gujanie, Malediwach, Kuwejcie, Zambii, Rwandzie, Malawi i Portugalii zaś ogłoszono żałobę narodową, a oprócz żałoby narodowej ogłoszono także dzień wolny od pracy w Wielkiej Brytanii, Kanadzie, Australii, Nowej Zelandii i Jersey.
9 września 2022 w londyńskiej katedrze św. Pawła odbyło się pierwsze nabożeństwo po śmierci królowej. Tego dnia w południe zabiły dzwony kościelne, między innymi te w Opactwie Westminsterskim i w Windsorze. Z kilku miejsc, w tym z londyńskiego Hyde Parku, oddano 96 salw armatnich, po jednej na każdy rok życia Elżbiety II. Odbyło się również posiedzenie połączonych izb brytyjskiego parlamentu, Izby Lordów oraz Izby Gmin. Po raz pierwszy publicznie odśpiewano też hymn brytyjski w zmienionej wersji, „God Save the King”. Później Karol wygłosił pierwsze orędzie do narodu.  
10 września 2022 odbyło się zebranie Rady Akcesyjnej, która oficjalnie proklamowała Karola królem. Deklaracja proklamacyjna została odczytana z balkonu pałacu św. Jakuba, a następnie podpisana przez księcia Williama. Kolejne odczytanie dokumentu miało miejsce w starej siedzibie londyńskiej giełdy. Poinformowano też o dacie pogrzebu królowej i potwierdzono, że dzień ten (19 września) będzie dniem wolnym od pracy.  
11 września 2022 odczytano deklarację proklamacyjną w pozostałych państwach wchodzących w skład Zjednoczonego Królestwa. Później przewieziono trumnę z ciałem królowej w kilkugodzinnym kondukcie z zamku Balmoral do Edynburga, a następnie została ona wniesiona do Pałacu Holyrood. Podczas ceremonii były obecne dzieci królowej: księżniczka Anna, książę Andrzej i książę Edward.  
12 września 2022 nastąpiła ceremonia przeniesienia w kondukcie żałobnym trumny z Pałacu Holyrood do katedry św. Idziego w Edynburgu, gdzie w obecności króla Karola III, jego małżonki i rodzeństwa odbyło się nabożeństwo żałobne.
13 września 2022 trumna z ciałem monarchini z edynburskiej katedry wyruszyła na lotnisko w stolicy Szkocji i stamtąd odleciała do bazy RAF Northolt w zachodnim Londynie i w kondukcie żałobnym wyruszyła do pałacu Buckingham. Tego samego dnia nowo wybrany monarcha odwiedził Irlandię Północną, gdzie przyjął kondolencje od Zgromadzenia Irlandii Północnej i wziął udział w nabożeństwie upamiętniającym Elżbietę II. Ubolewanie z powodu śmierci królowej wyraził również jeden z byłych członków IRA. 
14 września 2022 trumna królowej, ozdobiona cesarską koroną państwową oraz wieńcem z białych róż, białych dalii, sosny (z Balmoral), lawendy i rozmarynu (z Windsoru), niesiona na wozie artyleryjskim King’s Troop Royal Horse Artillery (wcześniej użytym do przewożenia trumien jej rodziców), została przewieziona z Pałacu Buckingham do Westminster Hall w wojskowej procesji, w której wzięli udział król, księżniczka królewska, książę Yorku, hrabia Wessex, książę Walii, książę Sussex, sir Timothy Laurence, Peter Phillips, hrabia Snowdon i książę Gloucester. Jako niepracujący królewicze, książę Yorku i książę Sussex nie założyli na tę okazję mundurów wojskowych. Królowa Małżonka, księżniczka Walii, hrabina Wessex i księżna Sussex podążały za procesją w dwóch osobnych samochodach. Orkiestry wojskowe grały utwory Beethovena, Mendelssohna i Chopina, a uderzenia bębnów towarzyszyły marszowi w tempie 75 kroków na minutę. Podczas trwania procesji Big Ben dzwonił co minutę. Procesja przeprowadziła trumnę przez Ogrody Królowej, The Mall, Horse Guards Parade i Horse Guards Arch, Whitehall, Parliament Street, Parliament Square i New Palace Yard. Członkowie trzech rodzajów sił zbrojnych utworzyli wartę honorową, aby przyjąć trumnę na Parliament Square. Po przybyciu trumny arcybiskup Canterbury i dziekan Westminsteru odprawili nabożeństwo w obecności króla i członków rodziny królewskiej. Podczas krótkiego nabożeństwa odśpiewano "O Panie, Ty mnie odszukałeś i poznałeś", po czym żołnierze z Grenadier Guards umieścili trumnę na katafalku. O godzinie 17:00 królowa spoczęła w Westminster Hall i przebywała tam do 6:30 rano w dniu pogrzebu. Przez cały ten czas, w dzień i w nocy, ludność mogła składać osobiście zmarłej królowej wyrazy szacunku. Oprócz korony na trumnie zostało umieszczone królewskie berło i jabłko. Kanał telewizyjny BBC transmitował to wydarzenie przez internet na żywo dla wszystkich tych, którzy z różnych przyczyn nie mogli odwiedzić Westminster Hall osobiście.
15 września od wczesnych godzin porannych ludzie oczekiwali w wielokilometrowej kolejce, by oddać hołd zmarłej monarchini. Trasa kolejki wiodła od parku w Southwark, południowym nabrzeżem Tamizy, następnie przez Lambeth Bridge i Victoria Tower Gardens w kierunku Westminsteru. Przed przekroczeniem bramy wejściowej wszystkie osoby w kolejce musiały okazać kolorową opaskę na nadgarstku, którą otrzymywali w momencie dołączenia do kolejki po drugiej stronie rzeki.
16 września król Karol z żoną Camillą odbyli podróż do Walii. Najpierw wzięli udział w nabożeństwie poświęconym pamięci Elżbiety II, które odbyło się w katedrze w Llandaff w Cardiff, następnie przybyli do siedziby walijskiego parlamentu, a także dotarli na zamek w Cardiff i spotkali się z szefem rządu, Markiem Drakefordem. Po powrocie do Anglii nowy monarcha przyjął na audiencji w Pałacu Buckingham przywódców różnych wyznań religijnych. O 20:30 wraz z rodzeństwem wziął udział w czuwaniu przy trumnie królowej.
17 września w pałacu Buckingham król Karol III przyjął szefów sztabu obrony, w tym Pierwszego Lorda Morskiego, Szefa Sztabu Lotniczego, Szefa Sztabu Generalnego, Szefa Sztabu Obrony, Wiceszefa Sztabu Obrony oraz Dowódcę Dowództwa Strategicznego Zjednoczonego Królestwa. Następnie spotkał się z pracownikami służb ratunkowych w sali operacji specjalnych Metropolitan Police w Lambeth, do których należała koordynacja działań związanych z bezpieczną organizacją pogrzebu państwowego królowej. Król i Książę Walii odwiedzili następnie kolejkę do Westminster Hall, aby porozmawiać z jej uczestnikami. Earl i hrabina Wessex spotkali się z tłumami przed Pałacem Buckingham. Gubernatorzy generalni królestw królestwa wspólnotowego wzięli udział w przyjęciu i lunchu w Pałacu Buckingham, którego gospodarzami byli król, królowa małżonka, książę i księżniczka Walii, Earl i hrabina Wessex, księżniczka Anna, książę i księżna Gloucester, książę Kentu i księżniczka Aleksandra. Król przyjął na audiencji także premierów Kanady, Australii, Bahamów, Jamajki i Nowej Zelandii.
Ośmioro wnuków królowej: książę Walii, książę Sussex, księżniczka Beatrycze, księżniczka Eugenie, Ludwika Windsor, Jakub wicehrabia Severn, Peter Phillips i Zara Phillips, pełniło wartę przy katafalku w Westminster Hall. Na życzenie króla zarówno książę Walii, jak i książę Sussex założyli mundury wojskowe.
Spodziewany był również przyjazd pierwszych gości zaproszonych na ceremonię pogrzebową.
18 września o godzinie 20:00, na prośbę rządu brytyjskiego, Brytyjczycy uczcili królową minutą ciszy.

## Oficjalne delegacje

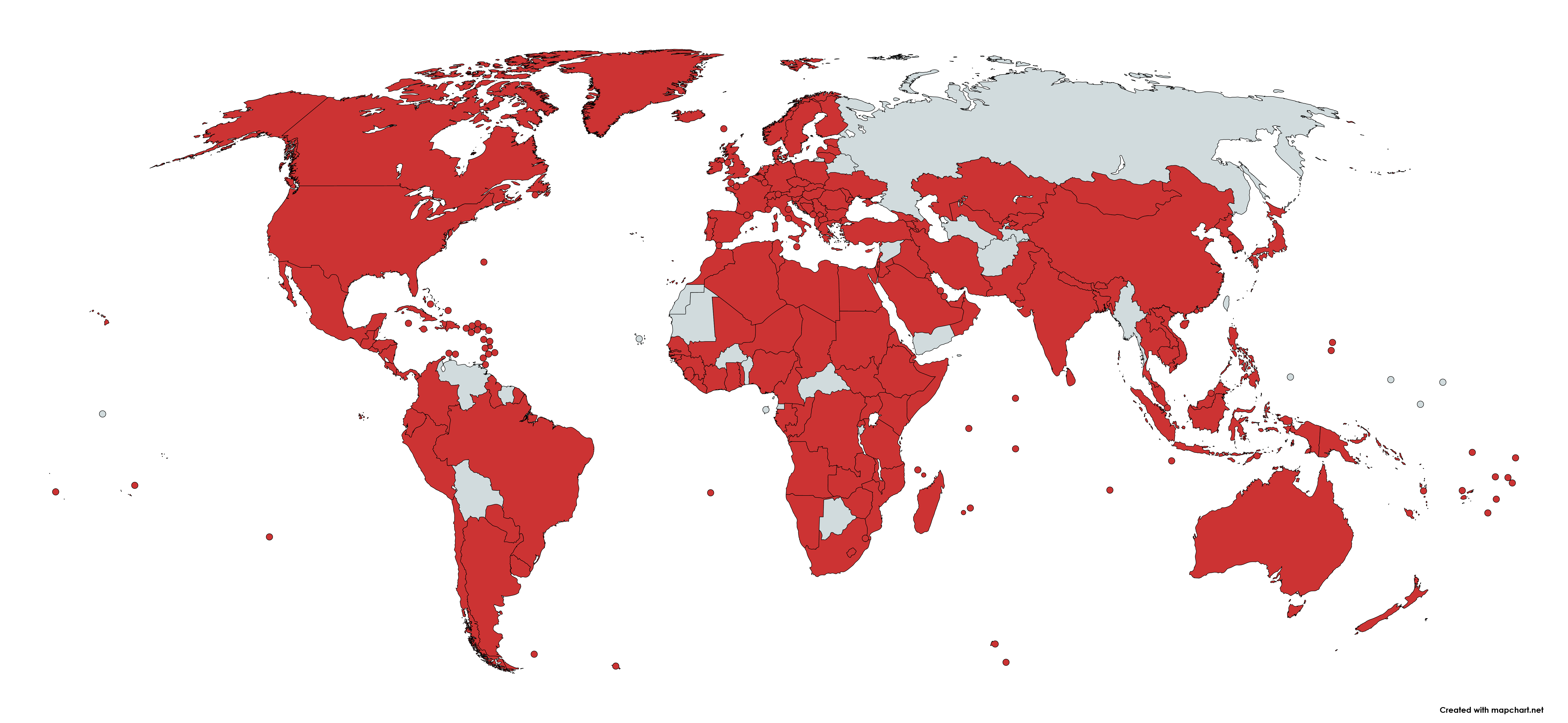
Państwa, których oficjalne delegacje zapowiedziały udział w pogrzebie królowej Elżbiety II

12 września 2022 poinformowano, że ze względów logistycznych na ceremonii pogrzebowej każde państwo będzie mógł reprezentować jedynie jego przywódca w towarzystwie małżonki lub małżonka, czy partnerki lub partnera. Wystosowano również prośbę, by goście przybyli na pogrzeb samolotami rejsowymi, a nie prywatnymi maszynami. Zalecono też, by zaproszeni liderzy przybyli do Opactwa Westminsterskiego autobusami.
Agencja Reuters, powołując się na źródło w brytyjskim rządzie, podała informację, iż wśród około 500 zagranicznych dygnitarzy, którym rozesłano zaproszenia na pogrzeb królowej, zabrakło przedstawicieli Rosji, Białorusi i Birmy. Iran był z kolei reprezentowany przez ambasadora, podobnie jak Korea Północna i Nikaragua. Listę krajów niezaproszonych uzupełniono później o Wenezuelę, Syrię i Afganistan.
Swój udział w uroczystości potwierdzili między innymi:
Generalni gubernatorzy:
- Belize: gubernator generalna Froyla Tzalam,
- Saint Vincent i Grenadyny: gubernator generalna Susan Dougan.

Szefowie państw i rządów Wspólnoty Narodów:
- Australia: premier Anthony Albanese,
- Jamajka: premier Andrew Holness,
- Kanada: premier Justin Trudeau z małżonką[143][144],
  -  Kanada: była premier Kim Campbell[145],
  -  Kanada: były premier Jean Chrétien[145],
  -  Kanada: były premier Paul Martin[145],
  -  Kanada: były premier Stephen Harper[145],
- Nowa Zelandia: premier Jacinda Ardern.

Szefowie państw i rządów:
- Austria: prezydent Alexander Van der Bellen,
- Bangladesz: premier Sheikh Hasina,
- Barbados: prezydent Sandra Mason,
- Brazylia: prezydent Jair Bolsonaro,
- Cypr: prezydent Nikos Anastasiadis,
- Egipt: premier Mustafa Madbuli,
- Finlandia: prezydent Sauli Niinistö,
- Francja: prezydent Emmanuel Macron z małżonką,
- Gabon: prezydent Ali Bongo Ondimba,
- Ghana: prezydent Nana Akufo-Addo,
- Grecja: prezydent Ekaterini Sakielaropulu[146],
- Indie: prezydent Draupadi Murmu,
- Irlandia: prezydent Michael D. Higgins i premier Micheál Martin,
- Izrael: prezydent Jicchak Herzog,
- Kenia: prezydent William Ruto,
- Korea Południowa: prezydent Yoon Suk-yeol,
- Litwa: prezydent Gitanas Nausėda z małżonką,
- Łotwa: prezydent Egils Levits,
- Malta: prezydent George William Vella,
- Niemcy: prezydent Frank-Walter Steinmeier z małżonką,
- Palestyna: premier Mohammed Sztajeh,
- Polska: prezydent Andrzej Duda wraz z małżonką[147],
- Południowa Afryka: prezydent Cyril Ramaphosa,
- Portugalia: prezydent Marcelo Rebelo de Sousa,
- Singapur: prezydent Halimah Yacob,
- Słowacja: prezydent Zuzana Čaputová[148],
- Słowenia: prezydent Borut Pahor[149],
- Sri Lanka: prezydent Ranil Wickremesinghe,
- Stany Zjednoczone: Joe Biden z małżonką[150],
- Szwajcaria: prezydent Ignazio Cassis[151],
- Trynidad i Tobago: prezydent Paula-Mae Weekes,
- Turcja: prezydent Recep Tayyip Erdoğan[152],
- Węgry: prezydent Katalin Novák[153],
- Włochy: prezydent Sergio Mattarella.

Ministrowie spraw zagranicznych:
- Watykan: Stolicę Apostolską reprezentował arcybiskup Paul Gallagher[154].

Koronowane głowy:
- Belgia: Król Belgii Filip I Koburg, wraz z żoną Matyldą,
- Bhutan: król Jigme Khesar Namgyel Wangchuck,
- Brunei: sułtan Hassanal Bolkiah,
- Dania: Królowa Danii Małgorzata II wraz z księciem Fryderykiem,
- Hiszpania: Król Hiszpanii Filip VI wraz z królową Letycją, a także były król Hiszpanii Jan Karol I wraz z żoną Zofią,
- Holandia: Król Niderlandów Wilhelm-Aleksander wraz z królową Maksymą i księżną Beatrycze[155],
- Japonia: Cesarz Japonii Naruhito wraz z cesarzową Masako,
- Jordania: król Abd Allah II ibn Husajn,
- Katar: emir Tamim ibn Hamad Al Sani,
- Kuwejt: szejk Miszal al-Ahmad al-Dżabir as-Sabah,
- Lesotho: król Letsie III,
- Liechtenstein: książę Alojzy Liechtenstein,
- Luksemburg: wielki książę Henryk,
- Malezja: sułtan stanu Pahang Abdullah,
- Maroko: książę Maulaj Hasan,
- Monako: książę Albert II Grimaldi,
- Norwegia: Król Norwegii Harald V wraz z królową Sonią,
- Oman: sułtan Hajsam ibn Tarik Al Sa’id,
- Szwecja: Król Szwecji Karol XVI Gustaw wraz z królową Sylwią,
- Tonga: król Tupou VI.

Inni krajowi przedstawiciele:
- Chiny: wiceprezydent Wang Qishan,
- Nigeria: wiceprezydent Yemi Osinbajo,
- Ukraina: pierwsza dama Ukrainy Ołena Zełenska[156].

Organizacje ponadnarodowe:
- NATO: Sekretarz Generalny NATO Jens Stoltenberg[157],

- Unia Europejska: Przewodnicząca Komisji Europejskiej Ursula von der Leyen, a także Przewodniczący Rady Europejskiej Charles Michel.

## Pogrzeb i pochówek

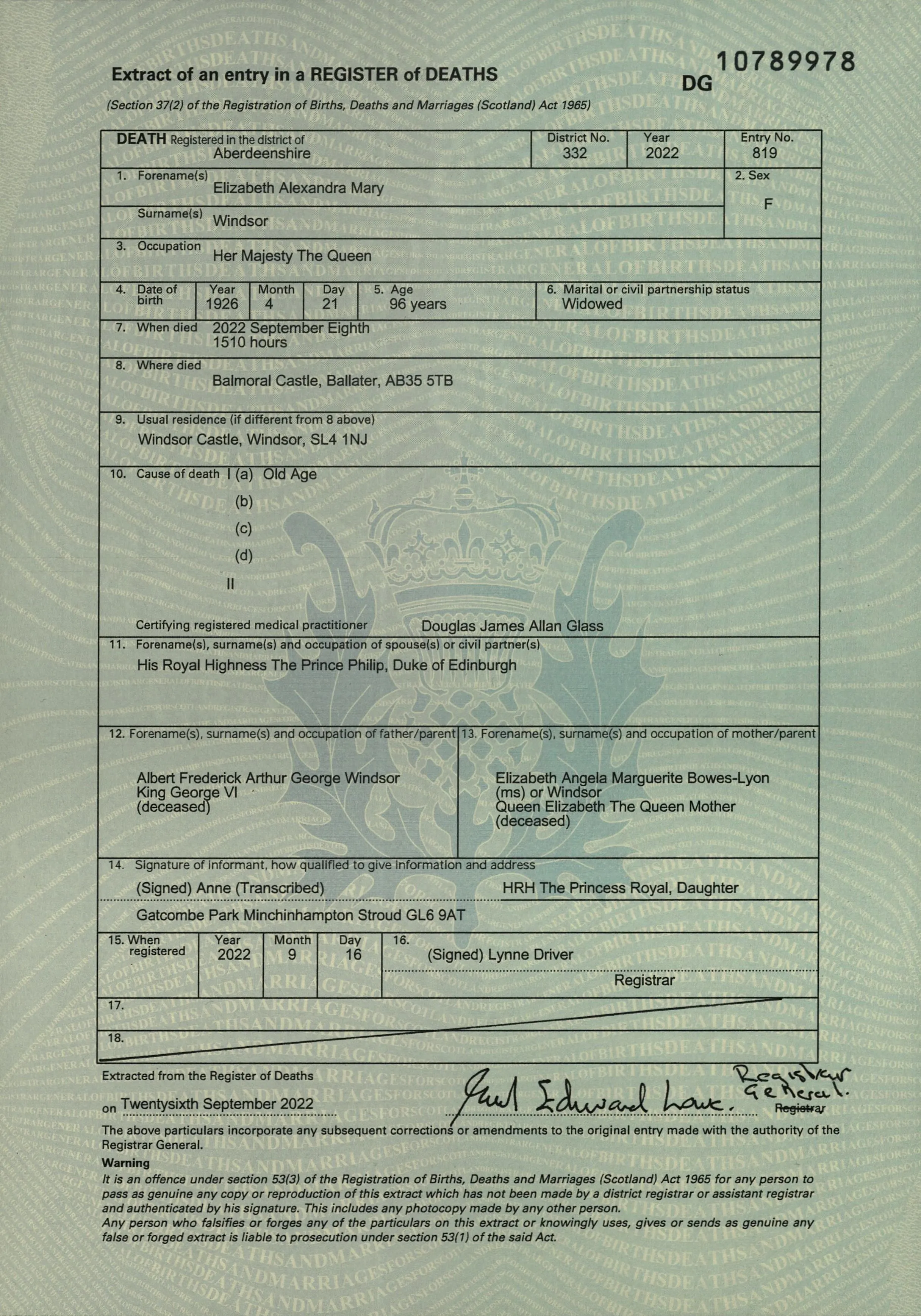
Akt zgonu Elżbiety II

O godzinie 6:30 czasu brytyjskiego (7:30 czasu polskiego) zakończyło się wystawienie na widok publiczny trumny z ciałem monarchini. Następnie w uroczystym kondukcie, na lawecie armatniej przeniesiono ją z Westminster Hall do Opactwa Westminsterskiego. Ceremonia pogrzebowa rozpoczęła się 19 września 2022 o godzinie 11:00 czasu brytyjskiego (12:00 czasu polskiego). Nabożeństwo żałobne odprawił dziekan opactwa David Hoyle, kazanie wygłosił zaś zwierzchnik Kościoła Anglii, arcybiskup Canterbury Justin Welby. Podczas trwania uroczystości, a także po jej zakończeniu znacząco ograniczono ruch lotniczy na lotnisku Heathrow. Osobom korzystającym z metra w ten dzień zasugerowano  omijanie stacji zlokalizowanych w pobliżu Pałacu Buckingham. Po godzinie 13:00 trumnę z ciałem królowej ponownie przeniesiono. Kondukt podążał wzdłuż Pałacu Westminsterskiego, rządową aleją Whitehall, następnie wszedł na plac Horse Guards Parade i w aleję The Mall. Minął Pałac Buckingham i skierował się w stronę Wellington Arch. Następnie trumnę umieszczono w karawanie, który w kondukcie pogrzebowym dotarł do zamku Windsor.  Tam dołączyli do niego członkowie rodziny królewskiej i razem odprowadzili trumnę do kaplicy świętego Jerzego, gdzie odbyła się druga część ceremonii. O godzinie 17:00 odprawiono nabożeństwo żałobne, w którym uczestniczyło około 800 osób. Następnie trumnę z ciałem monarchini opuszczono do królewskiej krypty w podziemiach świątyni. Wieczorem, jedynie w obecności członków rodziny, trumna z ciałem Elżbiety II została złożona w grobie w kaplicy św. Jerzego, gdzie pochowani są jej rodzice oraz młodsza siostra. W tym samym czasie przeniesiono tam też trumnę z ciałem męża królowej, księcia Filipa, zmarłego w 2021 roku. Tego samego dnia (19 września) na terenie Wielkiej Brytanii zakończyła się żałoba narodowa. W związku z tym 20 września flagi państwowe zostały podniesione do pełnej wysokości masztu. Jednak żałoba w rodzinie królewskiej trwała do 26 września.
29 września 2022 Narodowy Rejestr Szkocji (National Records of Scotland) opublikował akt zgonu Elżbiety II. Według tego dokumentu przyczyną śmierci królowej była „starość”. Wcześniej Pałac Buckingham opublikował pierwsze zdjęcie miejsca spoczynku monarchini.

## Goście

### Potomkowie zmarłej królowej
- Król i Królowa Małżonka, syn i synowa zmarłej królowej
  - Książę i Księżna Walii, wnuk i wnuczka zmarłej królowej
    - książę Jerzy z Walii, prawnuk zmarłej królowej
    - Księżniczka Karolina z Walii, prawnuczka zmarłej królowej

  - Książę i Księżna Sussexu, wnuk i wnuczka zmarłej królowej
- Księżniczka Królewska i wiceadmirał sir Timothy Laurence, córka i zięć zmarłej królowej
  - Peter Phillips, wnuk zmarłej królowej
    - Savannah Phillips, prawnuczka zmarłej królowej
    - Isla Phillips, prawnuczka zmarłej królowej

  - Zara i Michael Tindall, wnuczka i zięć zmarłej królowej
    - Mia Tindall, prawnuczka zmarłej królowej
- Książę Yorku i Sara, księżna Yorku, syn zmarłej królowej i była synowa
  - Księżniczka Beatrycze z Yorku i Edoardo Mapelli Mozzi, wnuczka i zięć zmarłej królowej
  - Księżniczka Eugenia z Yorku i Jack Brooksbank, wnuczka i zięć zmarłej królowej
- Hrabia i hrabina Wessexu, syn i synowa zmarłej królowej
  - Lady Ludwika Windsor, wnuczka zmarłej królowej
  - Wicehrabia Severn, wnuk zmarłej królowej

### Inni potomkowie króla Jerzego VI
- Hrabia Snowdon, siostrzeniec zmarłej królowej
  - Wicehrabia Linley, pra-bratanek zmarłej królowej
  - Lady Margarita Armstrong-Jones, pra-siostrzenica zmarłej królowej
- Lady Sarah i Daniel Chatto, siostrzenica i siostrzeniec zmarłej królowej
  - Samuel Chatto, pra-bratanek zmarłej królowej
  - Arthur Chatto, pra-bratanek zmarłej królowej

### Inni potomkowie króla Jerzego V
- Książę i Księżna Gloucester, pierwszy kuzyn zmarłej królowej i jego żona
  - Hrabia i hrabina Ulsteru, pierwszy kuzyn zmarłej królowej, oraz jego żona
    - Lord Culloden, pierwszy kuzyn zmarłej królowej
    - Lady Cosima Windsor, kuzynka zmarłej królowej

  - Lady Davina Windsor, kuzynka zmarłej królowej
    - Senna Lewis, pierwsza kuzynka zmarłej królowej

  - Lady Rose i George Gilman, pierwsza kuzynka zmarłej królowej, oraz jej mąż
    - Lyla Gilman, pierwsza kuzynka zmarłej królowej
- Książę Kentu, pierwszy kuzyn zmarłej królowej
  - Hrabia i hrabina St Andrews, pierwszy kuzyn zmarłej królowej, oraz jego żona
    - Lord Downpatrick, pierwszy kuzyn zmarłej królowej
    - Lady Marina Windsor, pierwsza kuzynka zmarłej królowej
    - Lady Amelia Windsor, pierwsza kuzynka zmarłej królowej

  - Lady Helen i Timothy Taylor, pierwsza kuzynka zmarłej królowej, oraz jej mąż
    - Columbus Taylor, pierwszy kuzyn zmarłej królowej
    - Cassius Taylor, pierwszy kuzyn zmarłej królowej
    - Eloise Taylor, pierwsza kuzynka zmarłej królowej
    - Estella Taylor, pierwsza kuzynka zmarłej królowej

  - Lord Nicholas Windsor, pierwszy kuzyn zmarłej królowej
    - Albert Windsor, pierwszy kuzyn zmarłej królowej
    - Leopold Windsor, pierwszy kuzyn zmarłej królowej
- Księżniczka Aleksandra, Hon. Lady Ogilvy, pierwsza kuzynka zmarłej królowej
  - James i Julia Ogilvy, pierwszy kuzyn zmarłej królowej, oraz jego żona
    - Flora i Timothy Vesterberg, pierwsza kuzynka zmarłej królowej i jej mąż
    - Alexander Ogilvy, pierwszy kuzyn zmarłej królowej

  - Marina Ogilvy, pierwsza kuzynka zmarłej królowej
    - Zenouska Mowatt, pierwsza kuzynka zmarłej królowej
    - Christian Mowatt, pierwszy kuzyn zmarłej królowej
- Książę i księżna Michael z Kentu, pierwszy kuzyn zmarłej królowej i jego żona
  - Lord i Lady Frederick Windsor, pierwszy kuzyn zmarłej królowej, oraz jego żona
  - Lady Gabriella i Thomas Kingston, pierwsza kuzynka zmarłej królowej, oraz jej mąż
- Hrabia i hrabina Harewood, pierwszy kuzyn zmarłej królowej, oraz jego żona

### Inni potomkowie króla Edwarda VII
- Książę i księżna Fife, drugi kuzyn zmarłej królowej, oraz jego żona
- Lady Alexandra i Mark Etherington, druga kuzynka zmarłej królowej, oraz jej mąż

### Inni potomkowie królowej Wiktorii
- Księżna i książę Wellington, trzecia kuzynka zmarłej królowej i piąty kuzyn zmarłej królowej
- Hrabina Mountbatten of Burma, żona trzeciego kuzyna zmarłej królowej
  - Lady Alexandra i Thomas Hooper, trzecia kuzynka zmarłej królowej i jej mąż
  - Michael-John Knatchbull, trzeci kuzyn zmarłej królowej
  - Lady Joanna Zuckerman, trzecia kuzynka zmarłej królowej
  - Lady Amanda Ellingworth, trzecia kuzynka zmarłej królowej
  - Philip Knatchbull, trzeci kuzyn zmarłej królowej
  - Timothy Knatchbull, trzeci kuzyn zmarłej królowej
- Lady Pamela Hicks, trzecia kuzynka zmarłej królowej
  - Edwina Brudenell, trzecia kuzynka zmarłej królowej
    - Maddison Modupe-Ojo, trzecia kuzynka zmarłej królowej

  - India Flint Wood, trzecia kuzynka zmarłej królowej
- Ian Liddell-Grainger, trzeci kuzyn zmarłej królowej